# Tyler Kalinoski
Tyler Kalinoski (Cincinnati, 19 december 1992) is een Amerikaans basketballer.

## Carrière
Kalinoski speelde collegebasketbal voor de Davidson Wildcats van 2011 tot 2015. In 2015 werd hij niet gedraft in de NBA maar speelde wel in de NBA Summer League voor de Miami Heat. Hij wou niet in de NBA D-League spelen en koos voor een profcontract bij de Franse eersteklasser Élan Chalon. Voor het seizoen 2016/17 tekende hij bij het Griekse Apollon Patras BC waar hij een seizoen speelde. Van 2017 tot 2019 speelde hij voor de Antwerp Giants en won de Belgische beker met hen in 2019.
In 2019 maakte hij de overstap naar de Turkse competitie bij Bandırma Banvitspor waar hij een seizoen speelde. Hij speelde het seizoen 2020/21 voor het Italiaanse Pallacanestro Brescia. In 2021 tekende hij bij de Spaanse eersteklasser CB Breogán waar hij een seizoen speelde. In 2022 tekende hij bij reeksgenoot Baloncesto Málaga voor het seizoen 2022/23. Hij verlengde aan het einde van het seizoen zijn contract bij Malaga net zoals Kendrick Perry. Ook voor het seizoen 2024/25 verlengde hij zijn contract.

## Erelijst
- Belgisch bekerwinnaar: 2019
- Spaans bekerwinnaar: 2023
- FIBA Champions League: 2024